# Petrus Lombardus

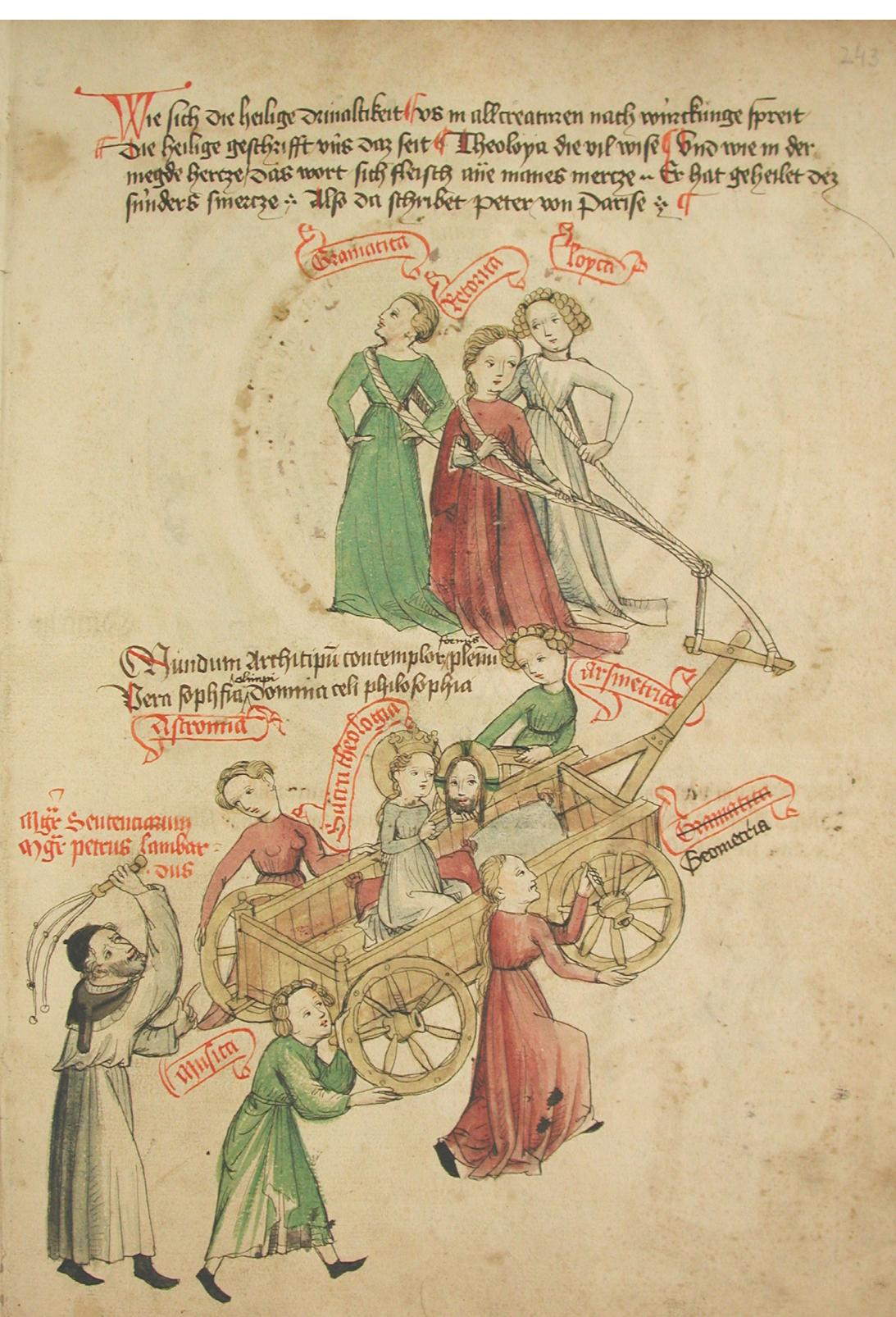
Petrus Lombardus drijft de zeven vrije kunsten voort

Petrus Lombardus (bij Novara (Lombardije), circa 1100 - Parijs, 20 juli 1160) was een middeleeuwse theoloog en scholasticus. De naam Lombardus wijst op zijn Longobardische afkomst.
Hij studeerde rechten in Bologna en theologie in Parijs, waar hij vanaf 1140 20 jaar lang doceerde aan de domschool. In 1159 werd hij nog benoemd tot bisschop van Parijs.
Hij schreef veel Bijbelcommentaren die leidden tot zijn belangrijkste werk: de Sententies, een compilatie bestaande uit vier delen, de Libri IV Sententiarum. Mogelijk is hij hier al in 1142 aan begonnen. In 1152 voltooide hij de eerste versie, de definitieve tekst kwam gereed in 1158. Het werd het theologisch handboek bij uitstek van de 13e tot de 16e eeuw. Het werk werd wel betwist en beschuldigd van ketterij, maar nadat Lombardus door het Vierde Lateraans Concilie in 1215 in bescherming was genomen, werd de autoriteit van het werk bekrachtigd. Mede daardoor werd dit boek het hoofdwerk van de middeleeuwse scholastiek. Belangrijk voor de katholieke kerk was dat hij het aantal sacramenten op zeven stelde. Verwijzend naar dit werk, werd Petrus Lombardus ook de Magister Sententiarum genoemd.
Het boek neemt in veel kwesties een middenpositie in. Elke vraag of thesis wordt gevolgd door benoeming van argumenten voor en tegen, en een eigen beargumenteerd antwoord. Iedere theoloog werd in de dertiende eeuw geacht voor het behalen van de licentia ubique docendi, het recht om overal te onderrichten, college te geven over de Sententies van Petrus Lombardus. De docent die dit college verzorgde, noemde men een sententiarius. Er zijn dan ook vele commentaren op geschreven, door onder anderen Bonaventura, Thomas van Aquino, Petrus Johannes Olivi en Willem van Ockham.

## Paus Benedictus XVI
De werken en denkwijzen van Lombardus zijn weer actueel binnen de katholieke kerk sinds paus Benedictus XVI ze in een toespraak op 30 december 2009 als voorbeeld stelde voor alle katholieke theologen. De manier waarop Lombardus de verhouding tussen vrouwen en mannen omschreef ziet de paus als toekomstige leidraad voor het katholieke denken: de vrouw is geen baas over de man, of een slavin, maar een kameraad.